# 广东省疾病预防控制中心
广东省疾病预防控制中心是中華人民共和國廣東省一個負責疾病预防控制、卫生监测检验的機構，是直属于广东省卫生健康委员会的卫生事业单位，前身是创建于1952年的广东省卫生防疫站。2000年12月28日改名為广东省疾病预防控制中心。

## 外部連結
- 官方网站